# Likoma (ö)
Likoma är en ö i Malawi i Malawisjön. Den ligger i distriktet Likoma District och regionen Northern Region, i den norra delen av landet, 230 km norr om huvudstaden Lilongwe. Arean är 18,0 kvadratkilometer. På ön förekommer savanner och buskskogar.